# كرايغ غارفي
كرايغ غارفي (بالإنجليزية: Craig Garvey)‏ هو لاعب دوري الرغبي أسترالي، ولد في 28 أبريل 1993 في سيدني في أستراليا.